# فرانك توماس (لاعب كرة قاعدة أمريكي)
فرانك توماس (بالإنجليزية: Frank Thomas)‏ هو لاعب كرة قاعدة أمريكي، ولد في 27 مايو 1968 في كولومبوس في الولايات المتحدة.

## وصلات خارجية
- فرانك توماس (لاعب كرة قاعدة أمريكي) على موقع دوري كرة القاعدة الرئيسي (الإنجليزية)
- فرانك توماس (لاعب كرة قاعدة أمريكي) على موقعبيزبول رفرنس.كوم (الدوري الرئيسي) (الإنجليزية)
- فرانك توماس (لاعب كرة قاعدة أمريكي) على موقع إي إس بي إن.كوم (أم.أل.بي) (الإنجليزية)
- فرانك توماس (لاعب كرة قاعدة أمريكي) على موقع مشجعي الرسوم البيانية (الإنجليزية)
- فرانك توماس (لاعب كرة قاعدة أمريكي) على موقع قاعة مشاهير كرة القاعدة (الإنجليزية)
- فرانك توماس (لاعب كرة قاعدة أمريكي) على موقع قاعة جورجيا للمشاهير الرياضية (مؤرشف) (الإنجليزية)
- فرانك توماس (لاعب كرة قاعدة أمريكي) على موقع IMDb (الإنجليزية)
- فرانك توماس (لاعب كرة قاعدة أمريكي) على موقع الموسوعة البريطانية (الإنجليزية)
- فرانك توماس (لاعب كرة قاعدة أمريكي) على موقع أول موفي (الإنجليزية)
- فرانك توماس (لاعب كرة قاعدة أمريكي) على موقع قاعدة بيانات الفيلم (الإنجليزية)
- فرانك توماس (لاعب كرة قاعدة أمريكي) على موقع كينوبويسك (الروسية)